# Fåglasjö, Småland
Fåglasjö är en sjö i Ljungby kommun i Småland och ingår i Lagans huvudavrinningsområde.